# Fakultativprotokoll zum Internationalen Pakt für wirtschaftliche, soziale und kulturelle Rechte
Das Fakultativprotokoll (auch: Zusatzprotokoll) zum Internationalen Pakt für wirtschaftliche, soziale und kulturelle Rechte (engl. Optional Protocol to the International Covenant on Economic, Social and Cultural Rights) ist ein internationales Übereinkommen, das die Beschwerdeverfahren zur Einhaltung der Rechte des Internationalen Paktes für wirtschaftliche, soziale und kulturelle Rechte (auch UN-Sozialpakt) regelt. Es wurde am 10. Dezember 2008 von der UN-Generalversammlung verabschiedet. Bisher haben 46 Vertragsstaaten das Protokoll unterzeichnet. Nachdem Uruguay im Februar 2013 als zehnter Staat das Protokoll ratifiziert hat, trat es am 5. Mai desselben Jahres in Kraft.

## Entstehungsgeschichte
Der Internationale Pakt für wirtschaftliche, soziale und kulturelle Rechte (auch UN-Sozialpakt) wurde 1966 von der UN-Generalversammlung verabschiedet und trat 1976 in Kraft. Im Gegensatz zum Internationalen Pakt über bürgerliche und politische Rechte (auch UN-Zivilpakt) kam ein Fakultativprotokoll zur Regelung der Beschwerdeverfahren zunächst nicht zustande. Nach langjährigen Diskussionen wurde auf der Wiener Weltmenschenrechtskonferenz 1993 ein Fakultativprotokoll zum UN-Sozialpakt ausgehandelt, welches von der UN-Generalversammlung am 10. Dezember 2008 verabschiedet wurde. Seit dem 24. September 2009 liegt es den Vertragsstaaten zur Unterzeichnung und Ratifikation vor. Bisher haben 30 Staaten das Fakultativprotokoll zum UN-Sozialpakt ratifiziert. Bis 2017 wurden dem UN-Menschenrechtsausschuss 13 Individualbeschwerden zugetragen.

## Inhalt
Das Fakultativprotokoll zum UN-Sozialpakt, ähnlich wie das Fakultativprotokoll zum UN-Zivilpakt, regelt die Beschwerdeverfahren zur Überprüfung der Einhaltung der vertraglich vereinbarten wirtschaftlichen, sozialen und kulturellen Rechte (auch wsk-Rechte) in den Vertragsstaaten. Der Protokolltext erläutert drei mögliche Beschwerdeverfahren: Die Individualbeschwerde ermöglicht Einzelpersonen, sich an den UN-Menschenrechtsausschuss zu wenden, wenn sie ihre wsk-Rechte verletzt sehen und der innerstaatliche Rechtsweg erschöpft ist. Staatenbeschwerden finden auf zwischenstaatlicher Ebene statt und ermöglichen Vertragsstaaten, andere Vertragsstaaten vor dem UN-Menschenrechtsausschuss anzuklagen. Darüber hinaus kann der UN-Menschenrechtsausschuss Untersuchungsverfahren gegen Staaten einleiten, wenn er Informationen erhält, die auf Menschenrechtsverletzungen hinweisen. Die im Fakultativprotokoll geregelten Beschwerdeverfahren können als Ergänzung des „generelle[n] Monitoring-Verfahren[s] für UN-Konventionen, die sogenannte Staatenberichtsprüfung“ betrachtet werden.

## Stand der Ratifikation in der Bundesrepublik Deutschland
Die Bundesrepublik Deutschland prüfte bis Herbst 2022 die Ratifikation des Fakultativprotokolls zum UN-Sozialpakt. Die damals amtierende schwarz-gelbe Bundesregierung argumentierte im 2016 veröffentlichten 6. Staatenbericht zum UN-Sozialpakt: „In dieser Legislaturperiode wurde das Prüfverfahren zur Ratifizierung neu eingeleitet. Angesichts der weitreichenden Implikationen des Sozialpaktes ist die Prüfung der Ratifizierung komplex und deshalb noch nicht abgeschlossen.“ Das Hinauszögern der Ratifikation wird von Menschenrechts-NGOs stark kritisiert. Deutschland wird u. a. vorgeworfen, „doppelte[…] Standards im innerstaatlichen und außenpolitischen Umgang mit Menschenrechten“ anzuwenden, obwohl die Entwicklung des Fakultativprotokolls von Deutschland aktiv gefördert wurde. Am 11. November 2022 hat der Deutsche Bundestag schließlich die Ratifizierung beschlossen.
Mit dem Gesetz zum Fakultativprotokoll (BGBl. 2023 II Nr. 4 vom 12.01.2023) wird in Deutschland ein Individualbeschwerdeverfahren eingeführt, das Einzelpersonen und zivilgesellschaftlichen Akteuren die Möglichkeit eröffnet, Verstöße gegen wirtschaftliche, soziale und kulturelle Rechte (WSK-Rechte) vor dem UN-Ausschuss anzuzeigen und bei Menschenrechtsverstößen Abhilfe und Entschädigung von Deutschland zu verlangen. Nicht ins Gesetz aufgenommen wurden das Staatenbeschwerdeverfahren und das Untersuchungsverfahren. Die Beitrittsurkunde der Bundesrepublik Deutschland wurde am 20. April 2023 beim Generalsekretär der Vereinten Nationen in New York hinterlegt. Das Fakultativprotokoll trat in Deutschland am 20. Juli 2023 in Kraft (BGBl. 2023 II Nr. 143 vom 30.05.2023).